# Gare de Miramas
Gare de Miramas – stacja kolejowa w Miramas, w regionie Prowansja-Alpy-Lazurowe Wybrzeże, we Francji. Znajdują się tu 3 perony. Stacja położona jest na klasycznej linii kolejowej Paryż – Marsylia.
Stacja jest obsługiwana przez:
- TGV Paryż – Miramas,
- TER PACA